# Крупный корабль

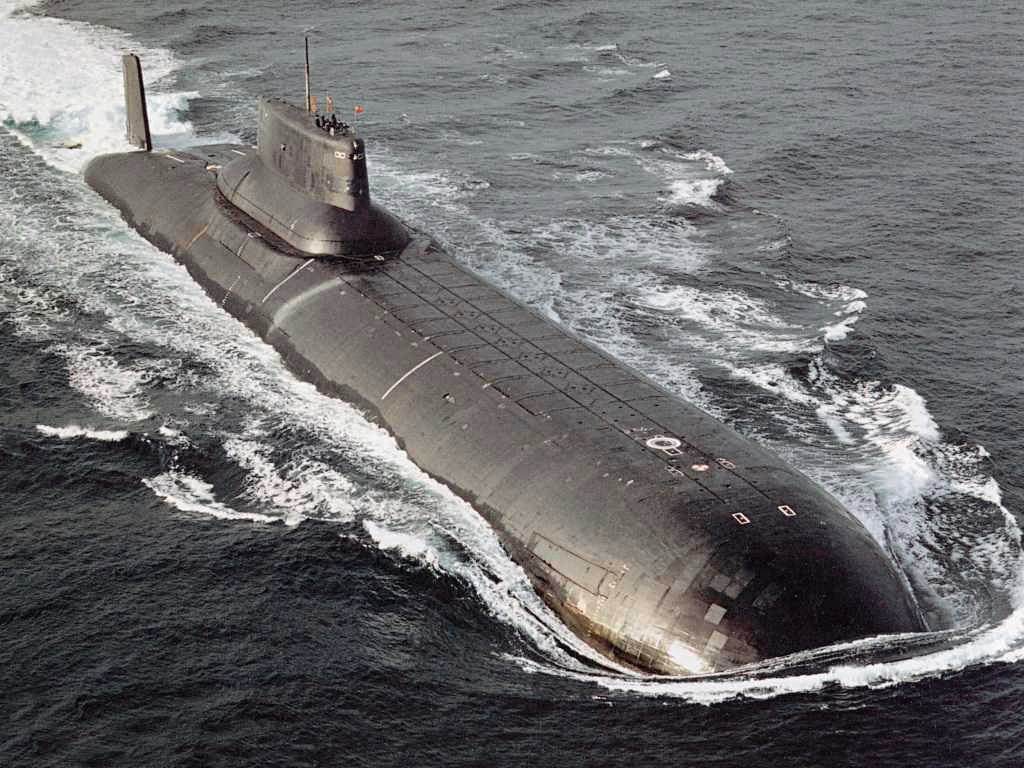
Корабль типа ТРПКСН проекта 941 «Акула»

Крупный корабль, Крупный военный корабль, Крупный боевой корабль — военный корабль большого (в настоящее время — свыше 5 000 метрических тонн) или среднего (в настоящее время — > 2 500 — 5 000 тонн) полного водоизмещения (для подводных лодок — подводного водоизмещения) — то есть крупнее корвета по международной классификации — предназначенный для действий в океане или в открытом море, или для операций против побережья противника (включая морские десантные операции) на удаленных океанских или морских театрах военных действий.
В настоящее время в Военно-Морском Флоте Российской Федерации (как ранее и в ВМФ СССР) к крупным боевым кораблям относят боевые корабли (включая десантные) 1-го и частично — 2-го рангов, а в Береговой охране Пограничной службы ФСБ России — пограничные сторожевые корабли (ПСКР) 1-го ранга (по классификации ВМФ России они относятся к боевым кораблям 2-го ранга).
Отношение судна к крупным боевом кораблям по параметру водоизмещения не является неизменным критерием. Если условная «планка» в 5 000 метрических тонн для крупного боевого корабля большого водоизмещения является устоявшейся ещё с времён Первой Мировой войны, то данный параметр для крупных боевых кораблей среднего водоизмещения куда более «пластичен». Например, на время распада СССР в НАТО (кроме Франции) считались крупными боевыми кораблями среднего водоизмещения корабли полным/подводным водоизмещением более 1 200 метрических тонн, во Франции — более 2 000 метрических тонн, в ВМФ ВС Союза ССР — нормальным/подводным водоизмещением (нормальное водоизмещение корабля больше, чем его стандартное водоизмещение) более 1 500 метрических тонн, а по состоянию на 1968 год эта цифра в ВМФ СССР составляла всего 1 000 тонн.